# Marvejols
Marvejols (en occitano Maruèjols) es una población y comuna francesa, situada en la región de Occitania, departamento de Lozère, en el distrito de Mende. Es el chef-lieu del cantón de Marvejols.
En 2000, la ciudad fue laureada con el Premio de Europa, una distinción otorgada anualmente por el Consejo de Europa, desde 1955, a aquellos municipios que hayan hecho notables esfuerzos para promover el ideal de la unidad europea.

## Demografía
| 3934 | 4490 | 5296 | 5573 | 5476 | 5501 |
| Para los censos de 1962 a 1999 la población legal corresponde a la población sin duplicidades (Fuente: INSEE [Consultar]) |      |      |      |      |      |